# Fältöversten

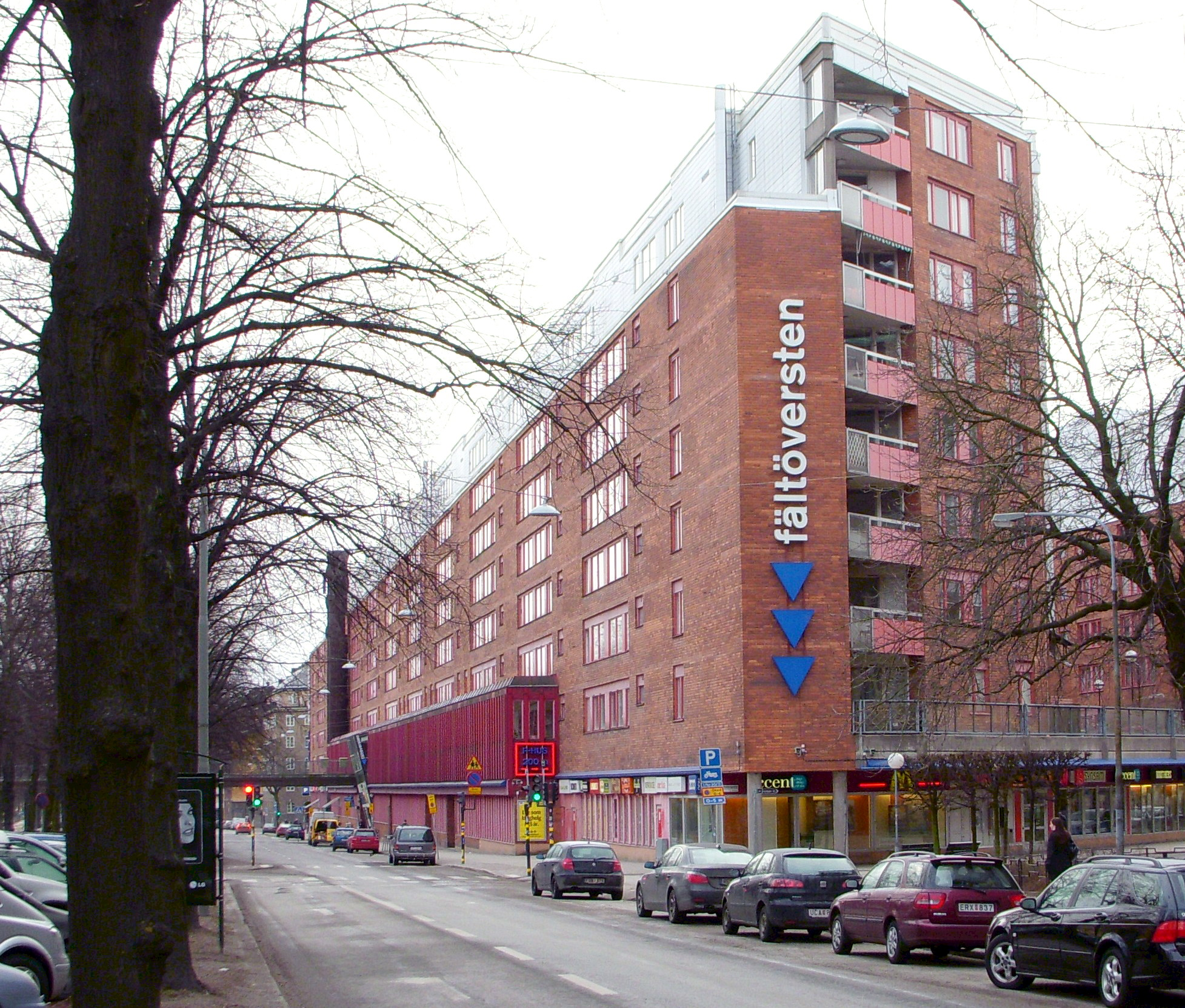
Fältöversten vy österut från Valhallavägen, 2009.

Fältöversten är ett kombinerat köpcentrum och bostadskvarter vid Karlaplan 15 i Östermalm i Stockholm. Bebyggelsen består i markplan av ett köpcentrum med föreningslokaler och samhällsservice samt av ett överliggande terrassplan med fem bostadshus. Kvarteret Fältöversten har en trekantig form och begränsas av Värtavägen, Valhallavägen och Erik Dahlbergsallén i anslutning till Karlaplan. Fältöversten är även namnet på kvarteret som fram till 1930-talet var uppdelat i Fältöversten och Fältväbeln. I grannskapet finns liknande kvartersnamn med militär anknytning som Furiren, Trumslagaren och Ryttaren. År 2008 ombildades de 534 lägenheterna till bostadsrätter.

## Historik och planering

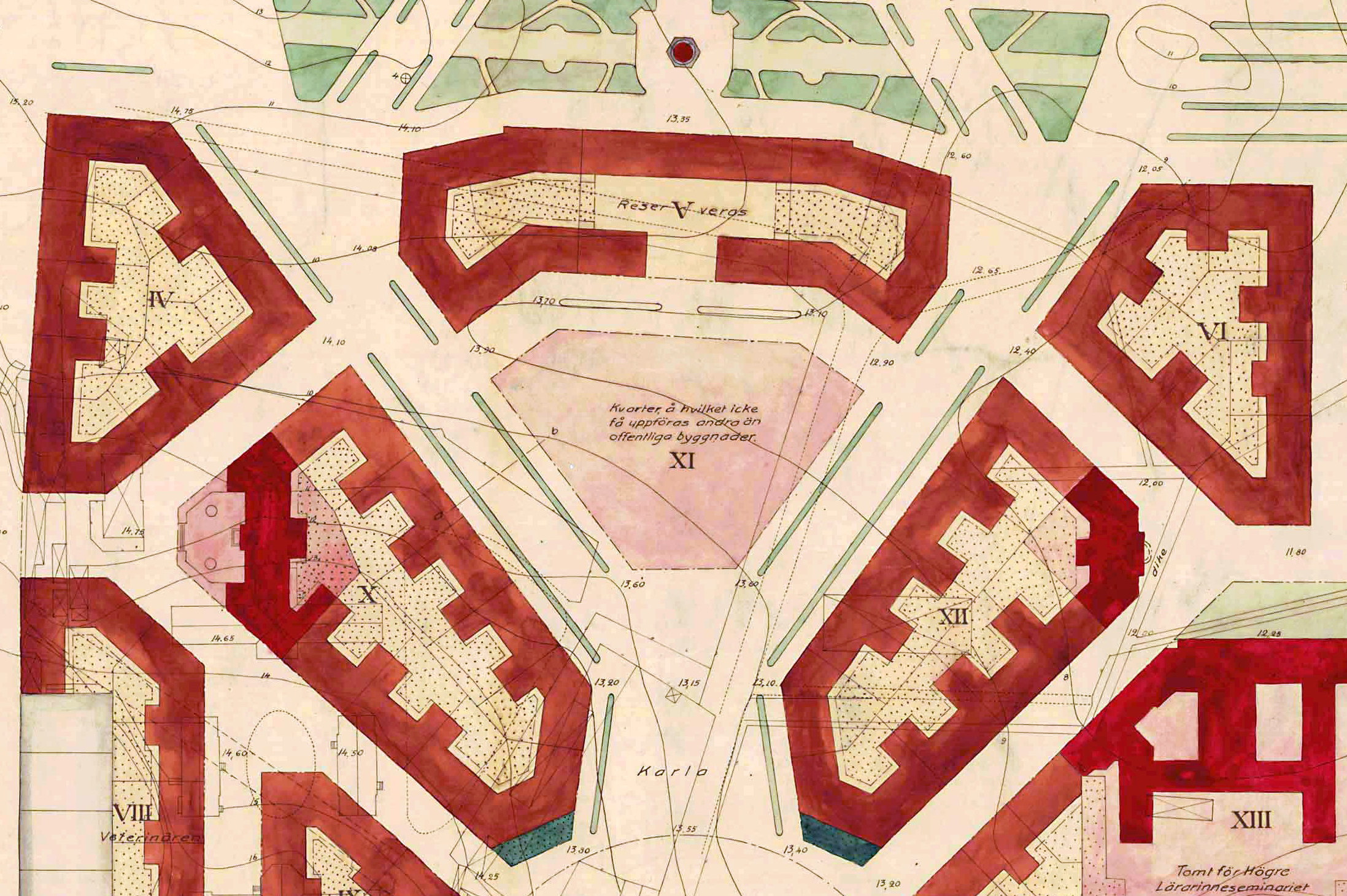
Stadsplan för Fältöversten (V) och Fältväbeln (XI) samt övriga kvarter, 1911.

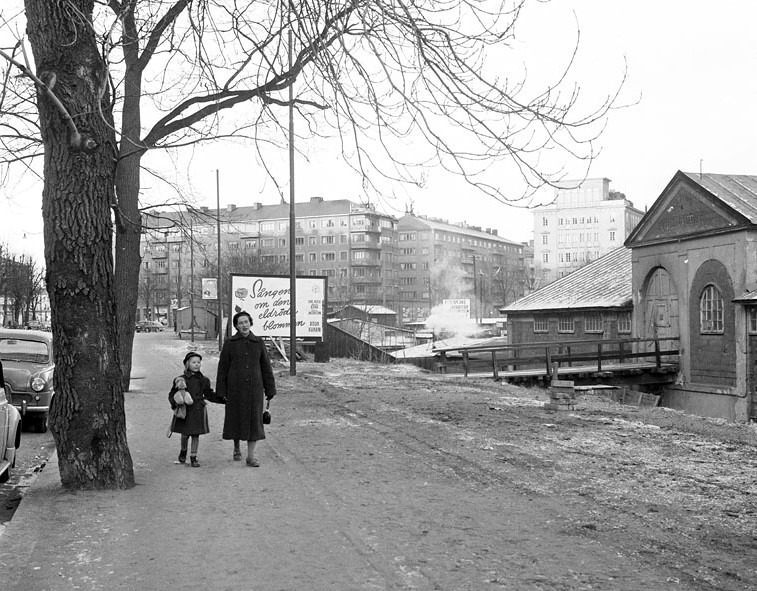
”Gropen” 1957, vy mot norr.

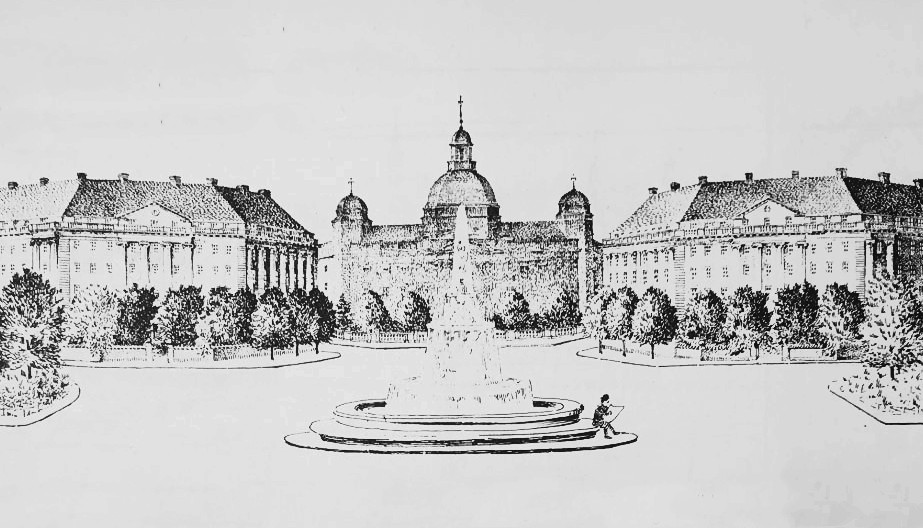
Karlaplan och kvarteret Fältväbeln, Hagström & Ekmans förslag, 1916.

Fram till 1200-talet var marken kronopark som Magnus Ladulås då skänkte till Sankta Clara klosterorden. Under lång tid var området betesmark. På 1600-talet bodde här sjöfolk och militärer. Området behöll länge en lantlig prägel, kogubbarna och deras djur fanns ända in på 1870-talet och vid gatorna låg stall och ladugårdar. Vid dagens kvarteret Fältöversten låg Ladugårdslandstull.
I samband med Lindhagenplanen i slutet av 1800-talet beslöt Stockholms stad att anlägga en vinkelboulevard, Karlavägen–Karlaplan–Narvavägen. Norr om Karlavägen drogs Valhallavägen fram. 1911 hade en stadsplan fastställts för området mellan Skeppar- och Banérgatorna, norr om Karlavägen. Den föreskrev bland annat att kvarteren skulle bebyggas med stora och höga bostadshus med undantag av kvarteret Fältöversten, som enligt planen upptog en offentlig byggnad vänd mot Karlaplan, vilken 1916 presenterades i en perspektivskiss upprättad av arkitektkontoret Hagström & Ekman. Deras illustration visar en monumental, tornprydd byggnad som dock aldrig uppfördes (se Stadsplan för Karlaplans norra del). År 1915 var området fortfarande obebyggt, men under 1920- och 1930-talen uppfördes bebyggelse i omkringliggande kvarter.
Den stora triangelformade tomten mellan Karlaplan och Valhallavägen (den så kallade ”Gropen”), var till en början uppdelad i två kvarter: Fältöversten mot Valhallavägen och Fältväbeln mot Karlaplan. År 1930 sammanlades båda till Fältöversten, och i den nya stadsplanen (Pl. 859) som fastställdes den 24 april 1931, avsågs hela kvarteret för allmänt ändamål utan närmare precisering av byggnadsrätten. Inte heller denna gång kom stadsplanen att genomföras.
Området förblev kvar som en kåkstad med skjul, bensinstation, bilhandel, garage och liknande. Marken ägdes av svenska staten fram till 1968 och som ett led i ett markbyte vid Garnisonen blev Stockholms stad ägare. 1967 började planarbetena med en ny stadsplan över Fältöversten och angränsande kvarter. 1970 fastställdes stadsplan (Pl.6789) som ersatte samtliga tidigare från 1911, 1932, 1939, 1942 och 1943. Kvarteret, som fram till dess var reserverat för ”allmänt ändamål”, kom nu att användas för ”bostadsbebyggelse med tillgång till en högt utvecklad boendeservice inom själva kvarteret”.
Stockholms stads fastighetskontor utarbetade sedan ett program för kvarterets bebyggelse. Staden utformade även en anbudstävling för både uppförandet som förvaltning av nybebyggelsen, där fastighetsnämnden svarade för den slutliga anbudsprövningen och utsåg tomträttshavaren, som blev AB Familjebostäder. I samband med att kvarteret Fältöversten bildades ändrades 1972 även Erik Dahlbergsgatans del söder om Valhallavägen till Erik Dahlbergsallén.

## Byggnaden

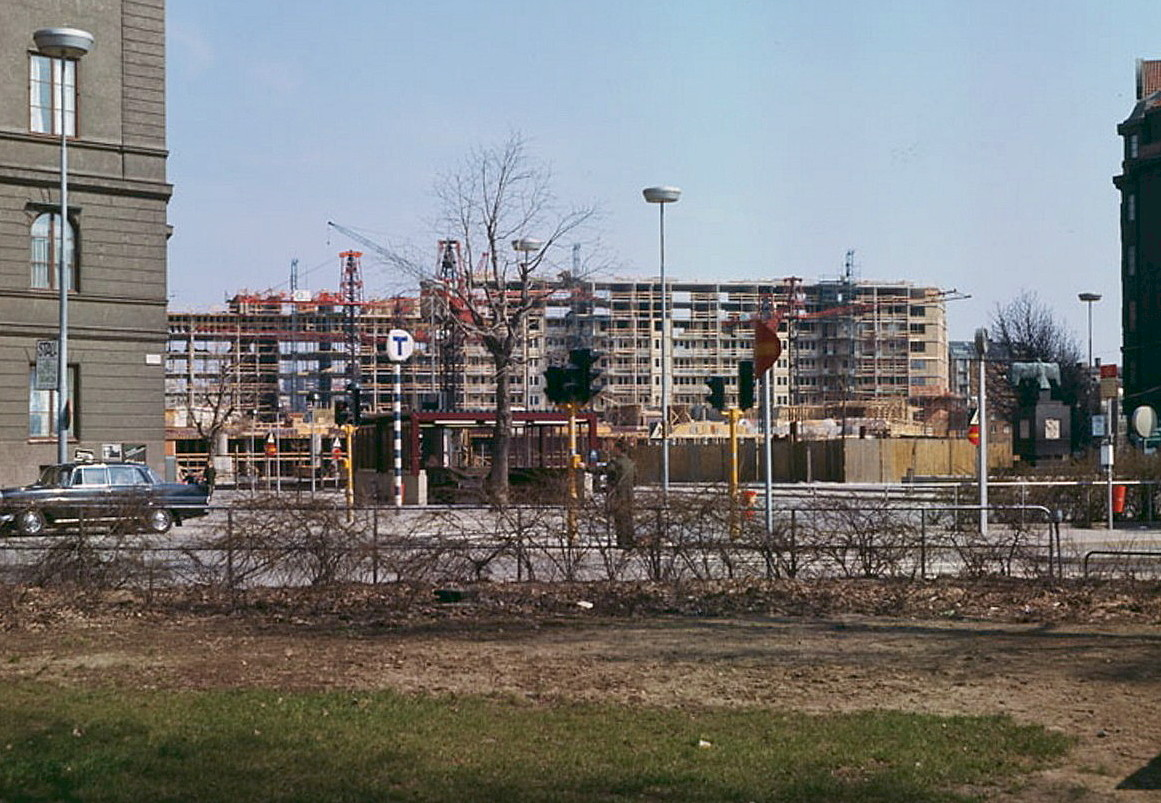
Fältöversten under uppförande 1972.

Det skulle dröja ända fram till år 1971 innan kvarteret röjdes och arbeten med den nya bebyggelsen började. Byggherren var AB Familjebostäder, arkitekt var Lennart Bergström Arkitektkontor (efter ett tävlingsförslag av Carl Nyrén) och byggnadsentreprenör var BPA Byggproduktion AB. Byggprojektet Fältöversten var unikt i sitt slag för sin tid, med bostadshus och med ett kommersiellt och socialt servicecentrum, allt i en enda integrerad kvartersbyggnad.
Anläggningen består av sju till åtta våningar höga bostadshus i fem med Valhallavägen parallella rader. Dessa är ställda på ett terrassplan, en ”platta” som upptar hela kvarteret.  Mellan huslängorna anordnades planterade innergårdar med lekplatser. I undervåningarna ligger Karlaplans tunnelbanestation och parkeringsdäck.
Däröver anordnades en galleria med ett 60-tal kommersiella lokaler samt samhällsservice och kulturell service. Även en expedition för kvarterspolisen och en av Stockholms första samordnade sociala servicecentraler fanns i början. Arkitekturen är stram, där rött tegel och horisontella band av balkongräcken i rött och rosa plåt dominerar utseendet. I centrumet arbetade vid öppnandet omkring 600 personer. Byggprojektet Fältöversten invigdes den 30 september 1973.

## Fältöversten idag

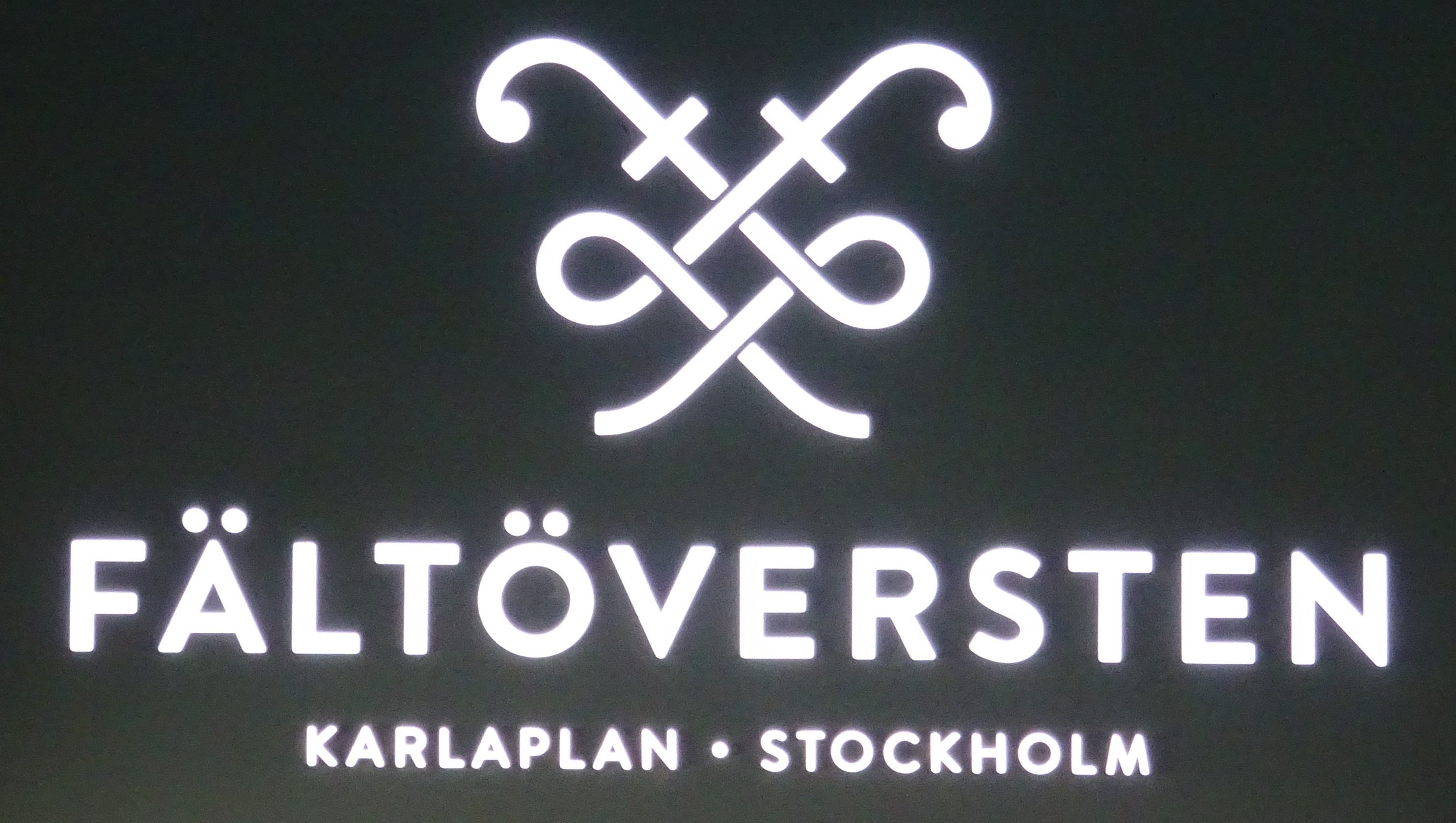
Fältöverstens signum.

Under åren 1999–2002 skedde en upprustning av det kommersiella servicecentret. Åren 2002–2007 ägde Centrumkompaniet i Stockholm AB fastigheten Fältöversten 7. Den 1 september 2007 övertog företaget Boultbee AB Centrumkompaniet från Stockholms Stadshus AB. Köpet omfattade tio köpcentra med cirka 1 200 bostadslägenheter inom Stockholmsområdet för drygt 10,4 miljarder kronor, däribland även fastigheten Fältöversten 7.
Genom tredimensionell fastighetsbildning skapades en ny fastighet med beteckningen Fältöversten 8 som omfattar samtliga bostäder ovanför terrassplanet. Den 21 maj 2008 köpte Bostadsrättsföreningen Fältöversten fastigheten Fältöversten 8 av ägaren Boultbee. Ändringen blev den enskild största ombildning av en fastighet som skett i Sverige. Bostadsrättsföreningen innehåller 534 lägenheter och köpeskillingen till Boultbee blev 1 048 miljoner kronor.
I december 2011 förvärvade AMF Fastigheter gallerian.

## Bilder

Fältöverstens exteriör och interiör
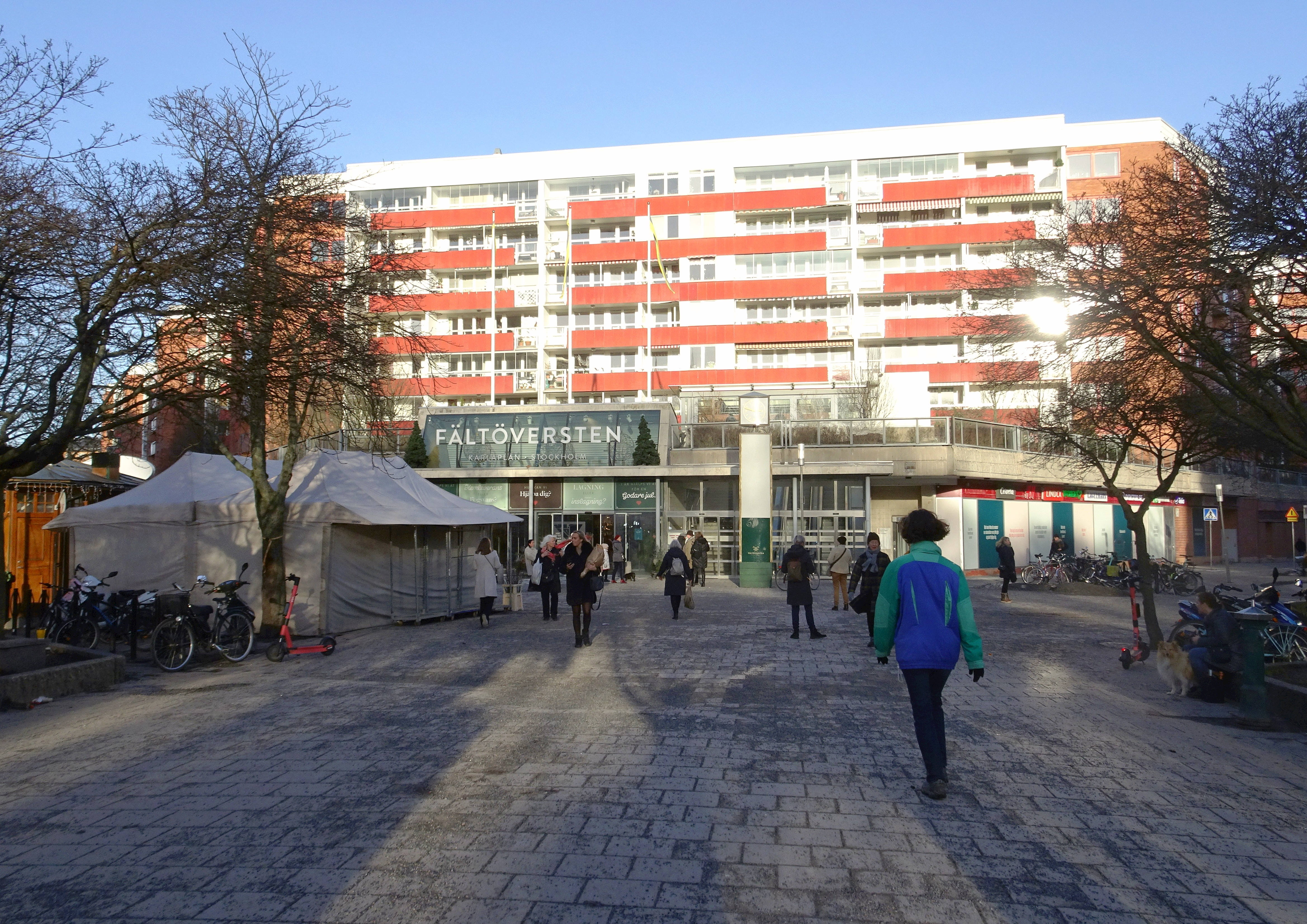
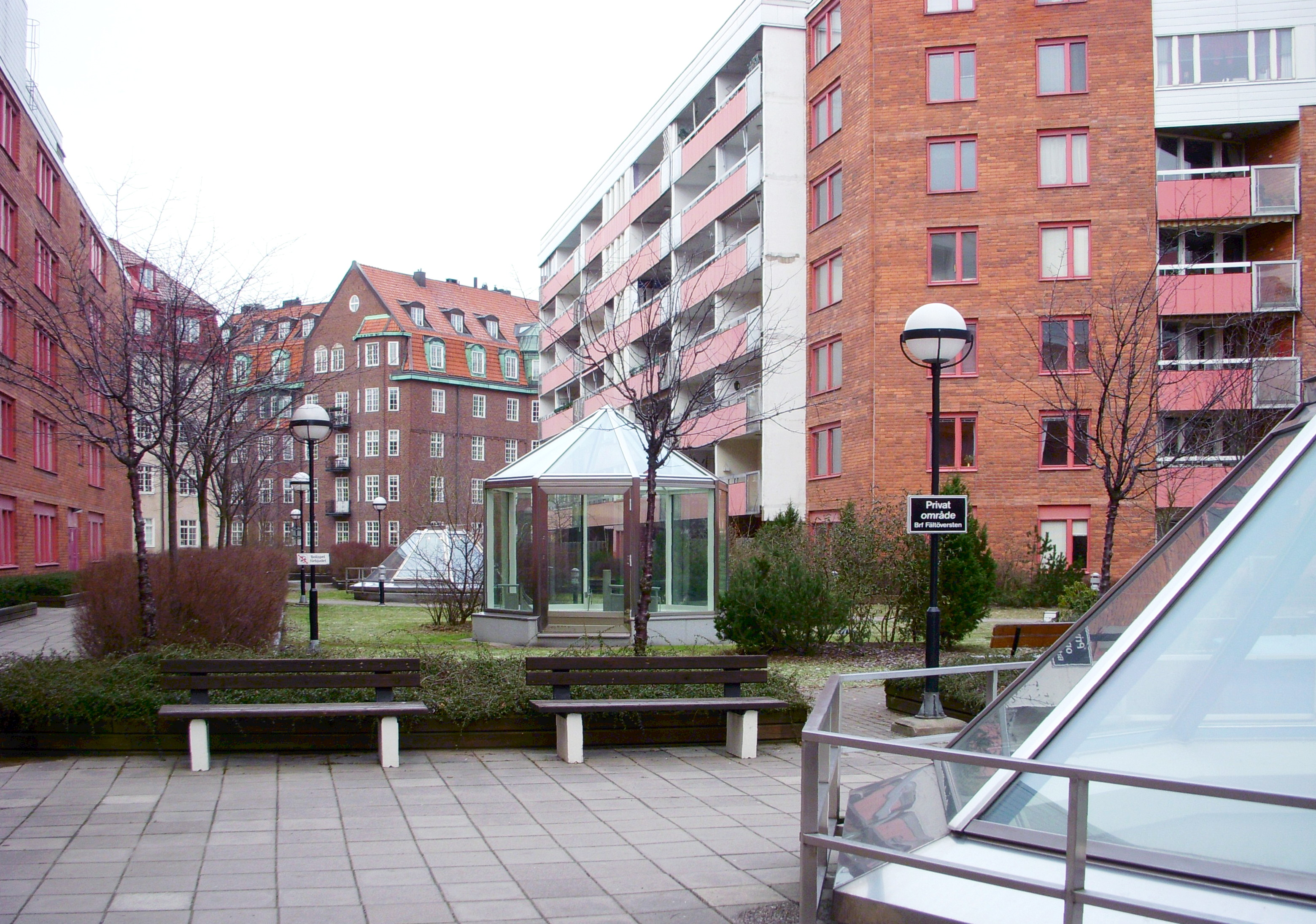
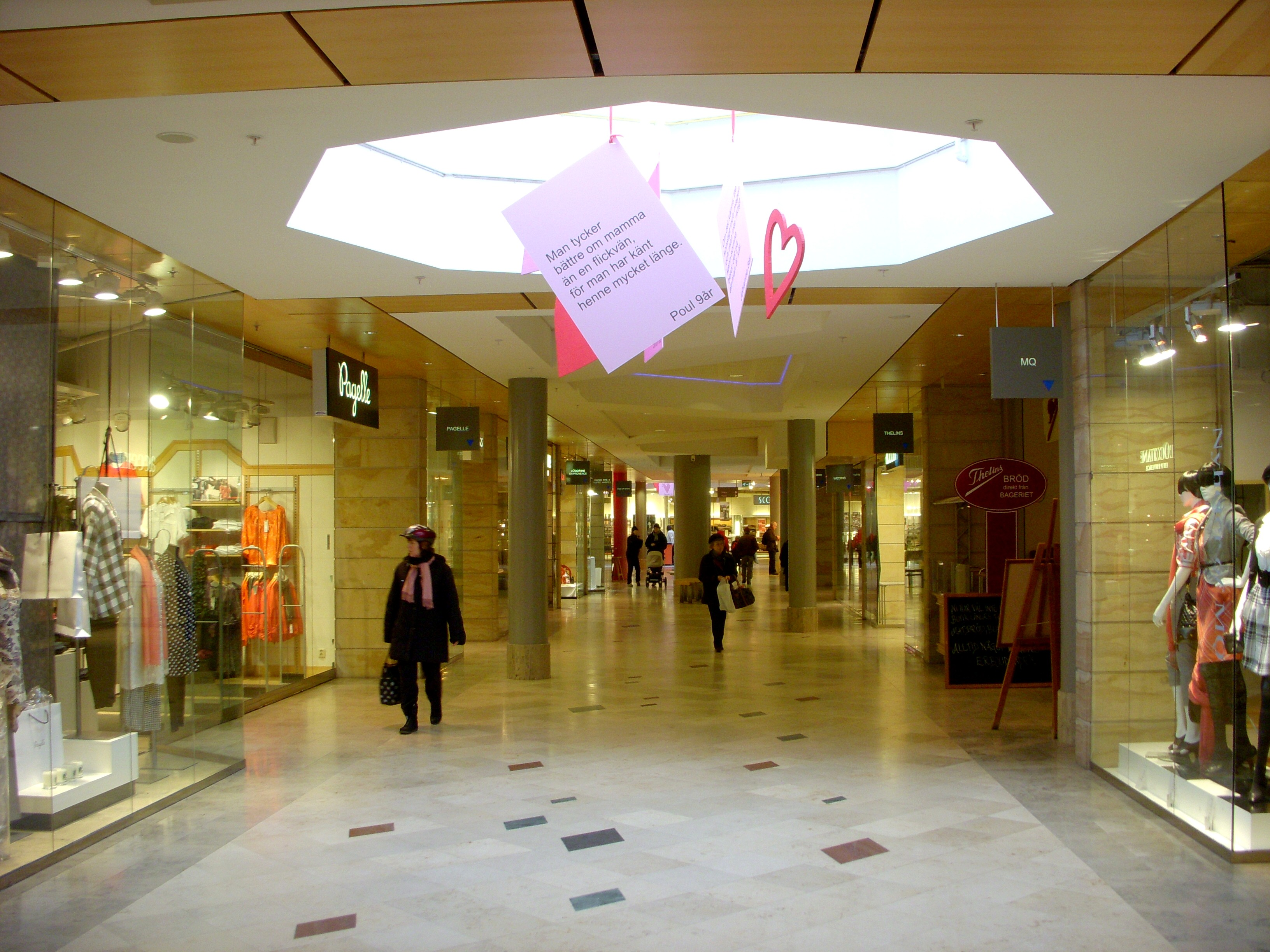
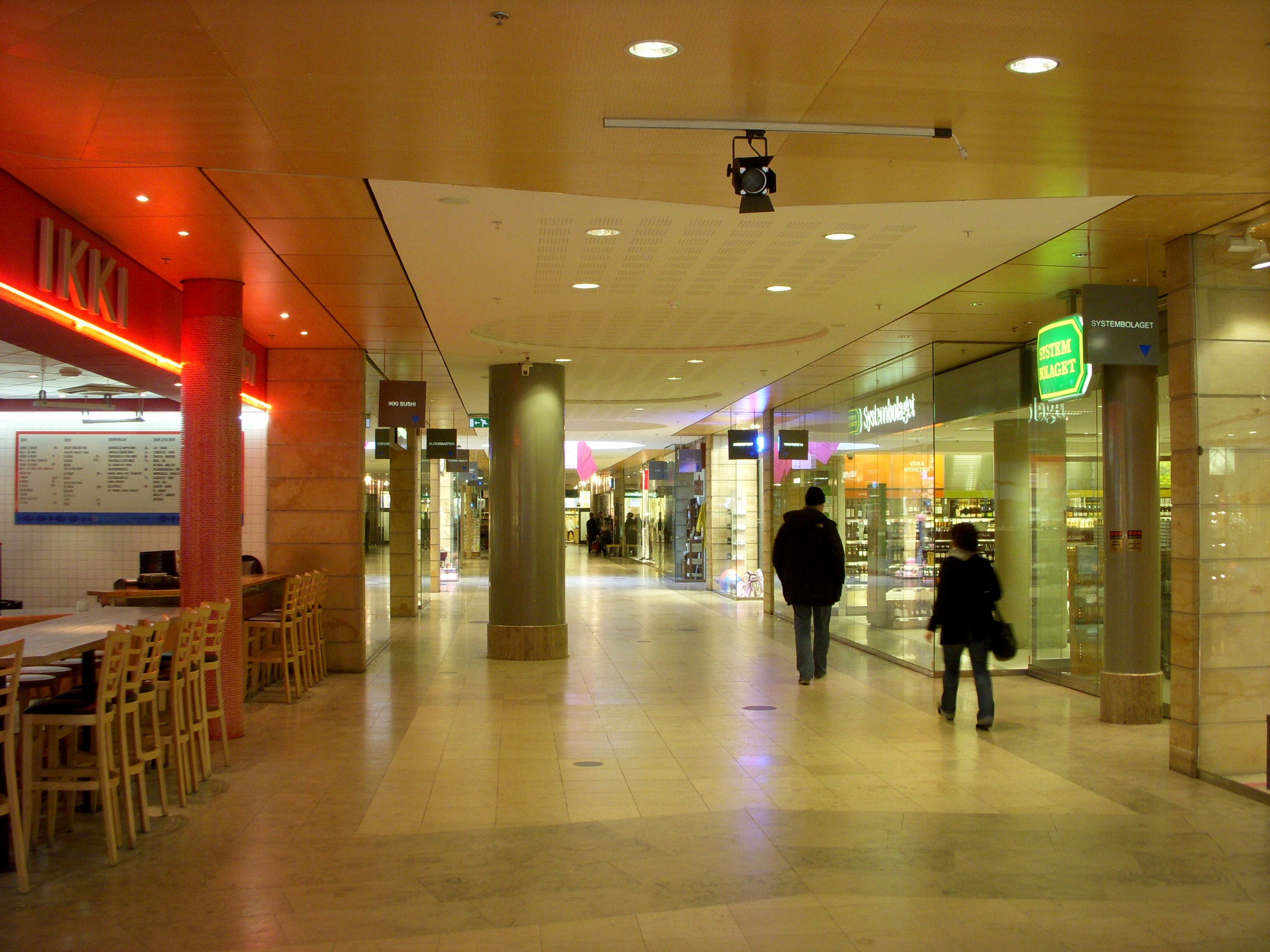
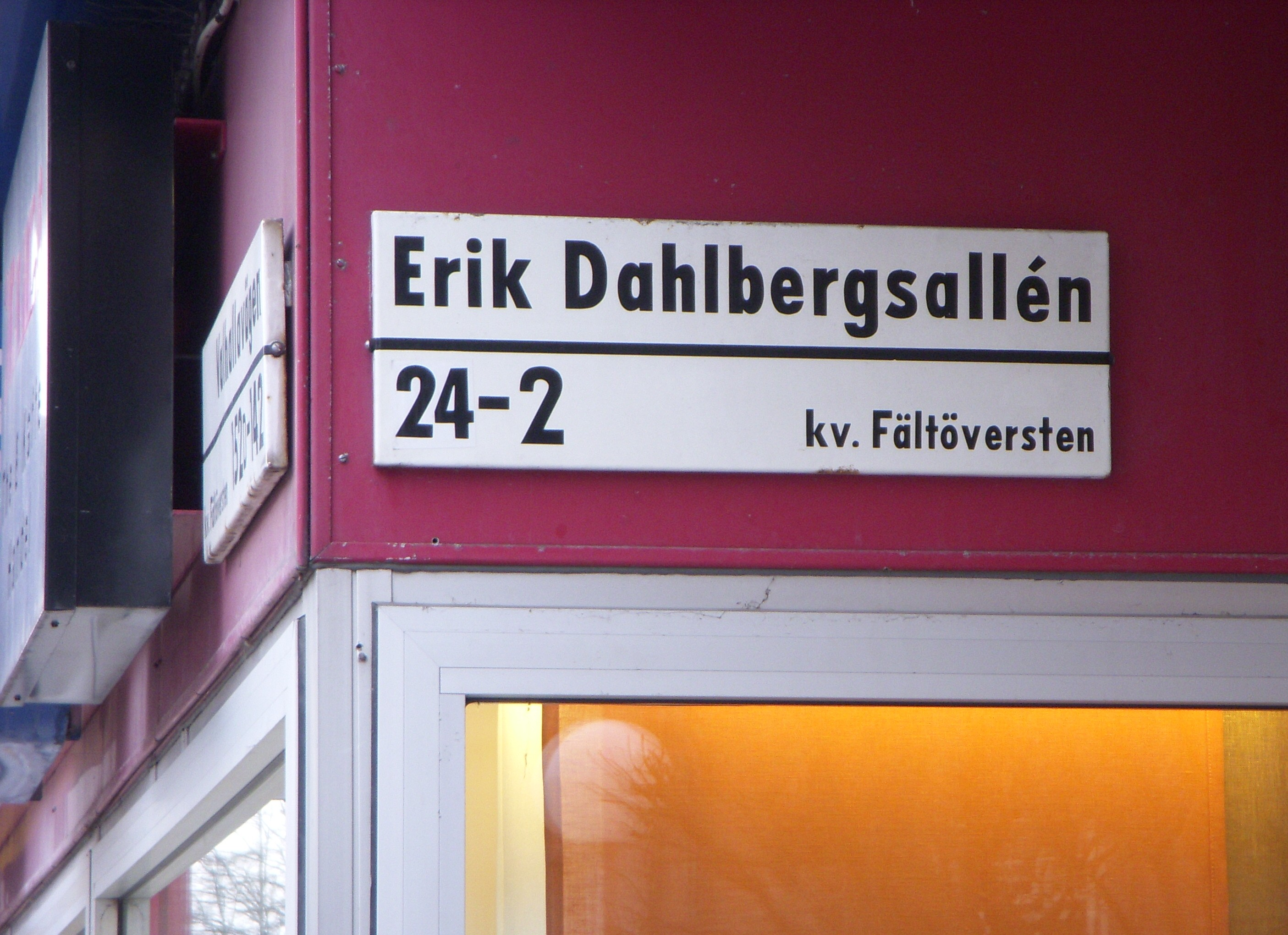